# Comuna Sibinj, Slavonski Brod-Posavina
Sibinj este o comună în cantonul Slavonski Brod-Posavina, Croația, având o populație de 6.895 de locuitori (2011).

## Demografie
Componența etnică a comunei Sibinj
     Croați (98,56%)
     Necunoscut (0,15%)
     Neclasificat (1,16%)
Componența confesională a comunei Sibinj
     Catolici (97,56%)
     Necunoscută (0,65%)
     Alte religii (1,78%)
Conform recensământului din 2011, comuna Sibinj avea 6.895 de locuitori. Din punct de vedere etnic, majoritatea locuitorilor (98,56%) erau croați. Apartenența etnică nu este cunoscută în cazul a 0,15% din locuitori. Din punct de vedere confesional, majoritatea locuitorilor (97,56%) erau catolici. Pentru 0,65% din locuitori nu este cunoscută apartenența confesională.